# 绒宝错
绒宝错是一个位于中华人民共和国青海省玉树藏族自治州的湖泊，面积约为4.58平方千米，属于青藏高原。它的一级流域为长江流域，二级流域为长江干流水系。